# Pontifikální sandály

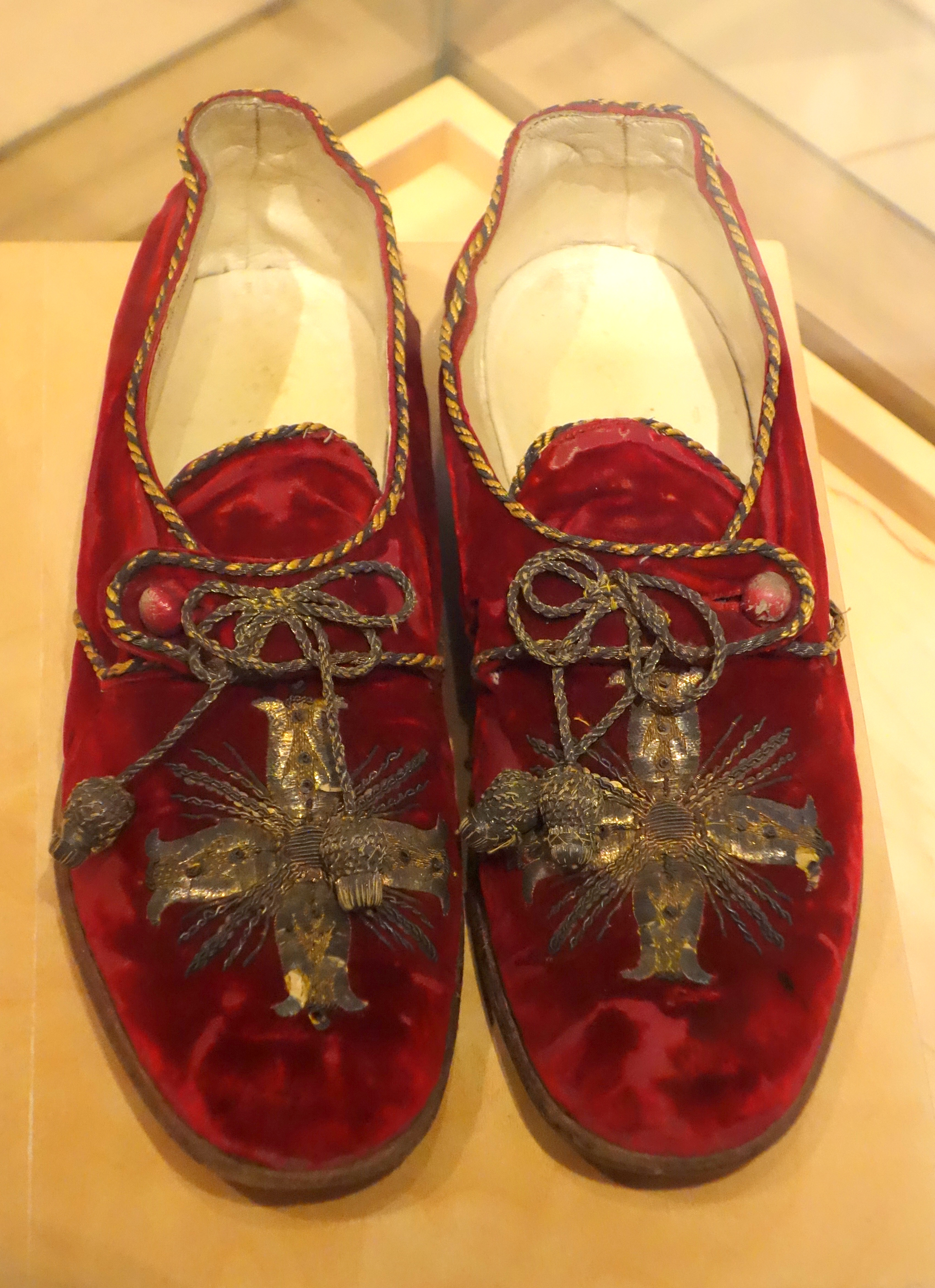
Červené pontifikální sandály užívané papežem Benediktem XV.

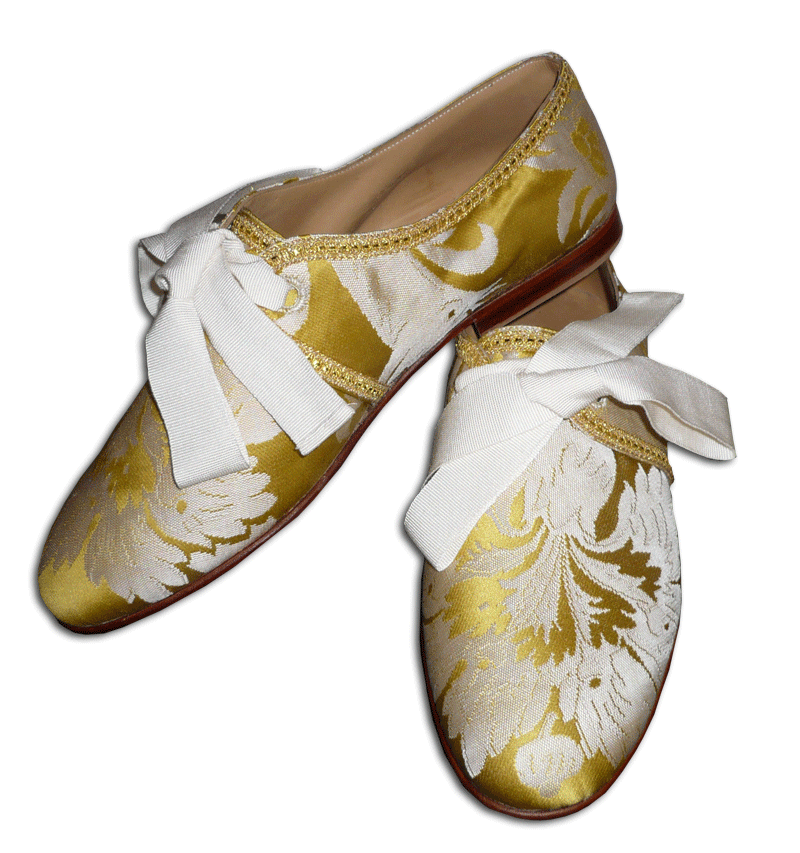
Zlaté pontifikální sandály

Pontifikální sandály, známé také jako biskupské sandály, jsou součástí katolického pontifikálního roucha, které nosí biskupové při slavení liturgických úkonů podle rubrik před II. vatikánským koncilem, například tridentské slavnostní pontifikální mše.
Tvarem se biskupské sandály podobají spíše mokasínům než sandálům. Liturgické punčochy (caligae) se nosí přes biskupské sandály a zakrývají biskupské sandály a kotník. Sandály a punčochy většinou ladí s liturgickou barvou mše. Když se však nosí černé roucho, papežská obuv se nepoužívá.
Po druhém vatikánském koncilu se biskupské sandály přestaly běžně používat a nejsou zmíněny v rubrikách mše po 2. vatikánském koncilu . Jsou primárně k vidění v nejvážnější formě tridentské mše.
Biskupské sandály by neměly být zaměňovány se sametovými papežskými botami, které papež Benedikt XVI. znovuobnovil, poté, co je Jan Pavel II. nepoužíval. Ty se vyvinuly jako venkovní protějšek papežských pantoflí, které jsou podobné biskupským sandálům, ale papež je nosí mimo liturgické funkce a jsou vždy červené.

## Forma
Na rozdíl od starověkých sandálů, které se skládaly pouze z podrážek připevněných k noze řemínky, mají biskupské sandály podobu polobotek a připomínají pantofle. Podešev je kožená; horní část, obvykle zdobená výšivkou, je vyrobena z hedvábí nebo sametu. Na sandálech není vyžadován žádný kříž; v Římě je to výhradně papežské privilegium. 

## Užití
Privilegium nosit sandály a caligæ (liturgické punčochy) patří pouze biskupům. Opatové a jiní preláti je mohou nosit pouze na základě zvláštního privilegia od papeže a pouze pokud toto privilegium uděluje. Papežská obuv se používá pouze při tridentské papežské slavnostní mši a při úkonech konaných během ní, jako je svěcení, nikoli však při jiných příležitostech, jako je například biřmování, slavnostní nešpory atd. Je to tedy v nejpřesnějším smyslu slova slovo roucho nošené během mše . Liturgická barva pro daný den rozhoduje o barvě sandálů a punčoch; nejsou zde však žádné černé punčochy ani sandály, protože biskup ani jednu z těchto pontifikálních bot při zádušních mších nepoužívá.
Papežské liturgické punčochy nebo liturgické punčochy, také známé jako caligæ , jsou punčochy, které nosí biskupové přes běžné punčochy, ale pod biskupskými sandály. Odpovídají liturgické barvě mše, kromě případů, kdy je barva černá. Punčochy, které jsou z hedvábí, jsou buď pletené, nebo jsou vyrobeny sešíváním kusů hedvábné látky, které byly vystřiženy do vhodného tvaru.
Punčochy nezaznamenaly žádný zvláštní vývoj. V pozdějším středověku byly zpravidla vyráběny z hedvábí. Stejně jako v případě biskupských sandálů je použití liturgických punčoch primárně omezeno na tridentskou mši.